# ジリナ
ジリナ（スロバキア語: Žilina [ˈʐilina] 発音、ドイツ語: Silein [ziˈlaɪ̯n, ˈzɪlaɪ̯n]、ハンガリー語: Zsolna [ʒolnɒ]、ポーランド語: Żylina [ʐɨˈlina]、ラテン語:Solna、ヘブライ語:ז'לינה、ロシア語及びセルビア語:Жилина）は、スロバキア北西の都市。首都ブラチスラヴァから200キロほど離れている。スロバキア第4位の人口を持つ、重要な産業都市である。

## 歴史
今日のジリナ周辺地域には、後期石器時代から人が定住していた（紀元前2万年前後）。5世紀、スラヴ人がこの地に移り住んだ。しかし、1208年に初めてジリナの記載がなされたときには、小さなスロバキア人の町テラ・デ・サリナンとしてであった。
古いジリナの町は13世紀終わりに破壊され、テシェンからやってきたドイツ人植民者によって再建されたのみだった。1321年、ハンガリー王カーロイ1世はジリナを王立自由都市とした。1381年5月7日、ラヨシュ1世はスラヴ人特権を発布し、町の議会の席半分をスロバキア人に与えることによって、スロバキア人住民とドイツ人入植者とを平等にした。この特権が衰えた後、町はフス派によって1405年に焼き払われた。  
17世紀のジリナは、ゆっくりと産業、貿易、教育の中心地として回復していった。バロック時代には、ブダチーン城と同様多くの修道院と教会が建てられた。1848年/1849年の革命時代、ハンガリー軍に対するスロバキア義勇軍が勝利した地となった。
市は、19世紀半ばに新たな鉄道路が建設されたように活気に湧いた。コシツェ＝ボフミーン鉄道が完成したのは1872年である。1883年に鉄道はブラチスラヴァとつながり、新たな工場が操業を始めた。
ジリナは1918年10月30日のマルチン宣言にサインした最初の自治体の一つで、1919年3月までスロバキア政府の所在地だった。ミュンヘン会談後すぐの1938年10月6日、チェコスロバキア内のスロバキア自治権はジリナにおいて発令された。
第二次世界大戦後、市は多くの新工場、学校、住宅建設で好景気を経験した。1949年から1960年までジリナ県の県都となり、1996年から再び県都となった。
現在のジリナは人口が国内第4位、1953年創立のジリンスカー大学を抱える。1990年から市の歴史的中心部が広範囲に修繕され、市はトロリーバスの運行を始めた。

## 地理
ジリナは標高342メートル地点にあり、面積は80.03平方キロメートルである。ヴァーフ川上流地域にあって、3つの河川が合流する。ジリナ盆地内で、東から南東に流れるヴァーフ川、北から流れるキスツァ川、南から流れるライツァンカ川である。市は、マラー・ファトラ山地、スーロフスケー・ヴルチ山地、キスツカー・ヴショヴィナ山地に囲まれている。近郊にはストラーゾフ山地自然保護区、キスツェ自然保護区、マラー・ファトラ国立公園がある。ヴァーフ川にはジリナダムとフリツォフダムの2つの水力発電所がある。 

### 気候
ジリナは温帯に属する。四季のはっきりとした大陸性気候である。暑い夏、寒く雪の多い冬が特徴である。7月の平均気温は18℃、1月の平均気温は－4℃である。年間降水量は650ミリから700ミリで、6月から7月中旬までが雨の多い時期である。年間60日から80日、積雪が残る。

## 市の紋章
ジリナの紋章は黄金の複十字（通称ロレーヌ十字）である。根と、オリーヴ色の背景に2つの金の星がある。複十字は東ローマ帝国発祥で、聖キュリロス、聖メトディオスの伝統である。スロバキアのみならず、世界でも古い自治体紋章である。1378年から使用されている。

## 統計
2005年の市人口は85,425人。2001年調査によると、96.9%はスロバキア人、1.6%はチェコ人、0.2%はロマ人、0.1%はハンガリー人、0.1パーセントはモラヴィア人である。進行は、74.9%がカトリック教会、16.7%が無宗教、3.7%がルーテル教会である。

## 文化

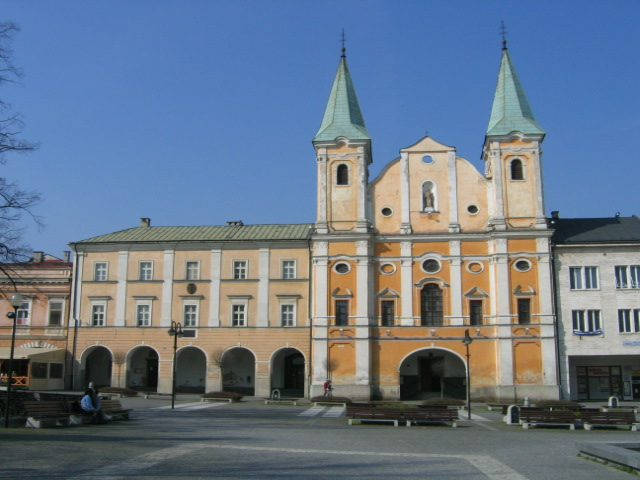
使徒聖パヴラ教会

### 劇場
市内には2つの劇場がある。市立劇場と人形劇場である。

### 博物館
3つの博物館・美術館がある。
- ポヴァジエ・ギャラリー（Považská galéria）
- ポヴァジエ博物館（Považské múzeum）
- ユダヤ文化博物館（Múzeum židovskej kultúry）

### 見どころ

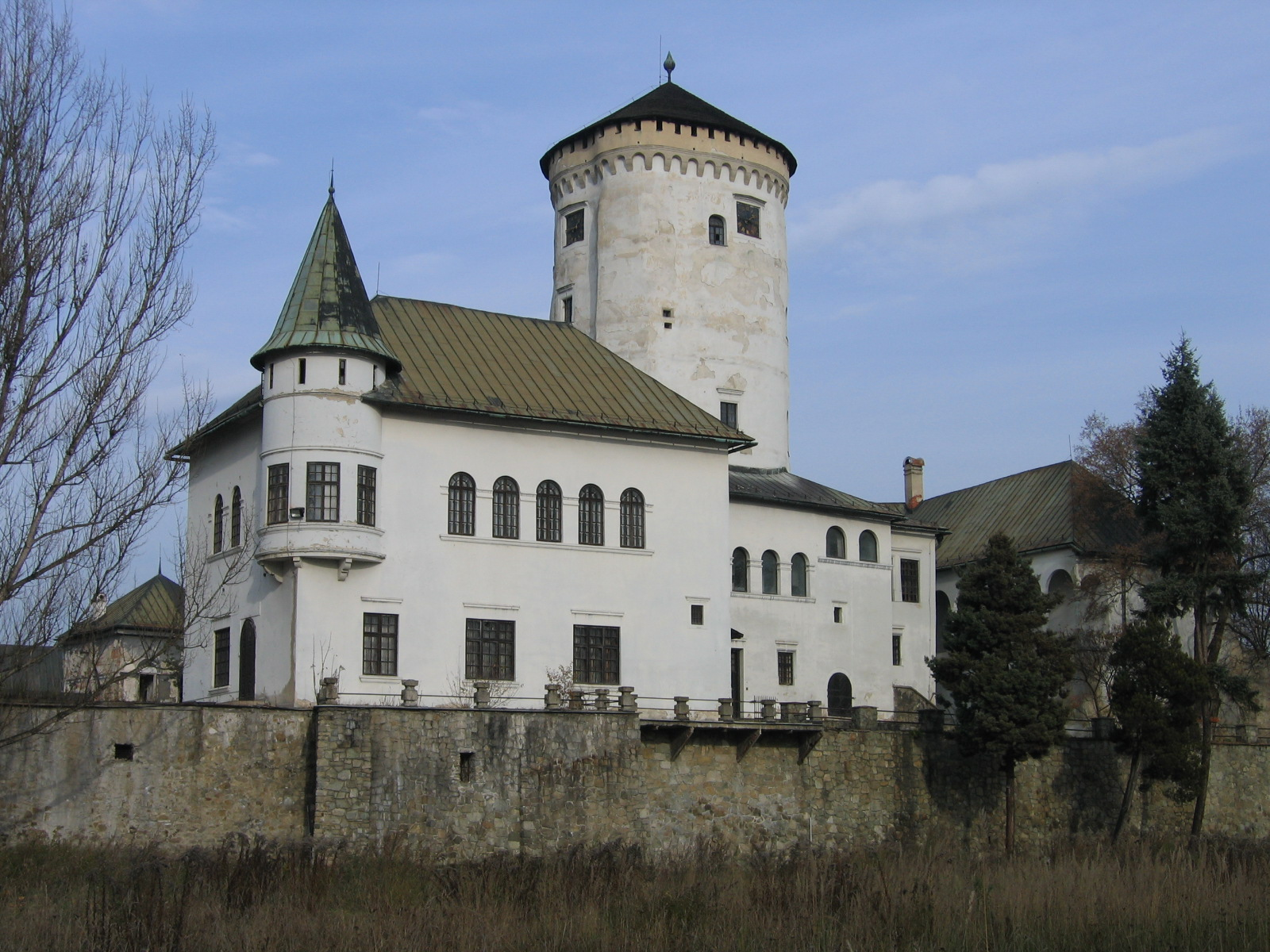
ブダチーン城

市の歴史的中心部は1990年初頭に再建され、市の文化財保護区とされるマリアーンスケ・ナーメスチエ広場とアンドレイ・フリンカ広場を含む。マリアーンスケ・ナーメスチエ広場は106のアーケイドと広場沿いの44の歴史的民家を抱える。使徒聖パヴラ教会、旧市役所、バロック時代の聖母像などがある。その他の見どころは以下の通りである。
- ブダチーン城　-　現在はポヴァジエ博物館
- カトリックの聖ゲオルギウス木造教会
- イシュトヴァーン大王教会　-　ジリナ最古の建築物
- 正統派シナゴーグ　-　現在ユダヤ文化博物館となっている

加えて、市はスロバキアの西部と東部の中間点であることから、小ファトラ山地と大ファトラ山地へのハイキングする出発点でもある。ボイニツェ城、ストレツノ、オラヴァ地方、ツィツマニ村とヴルコリニェツ村など興味深い場所へも近い。

## 経済

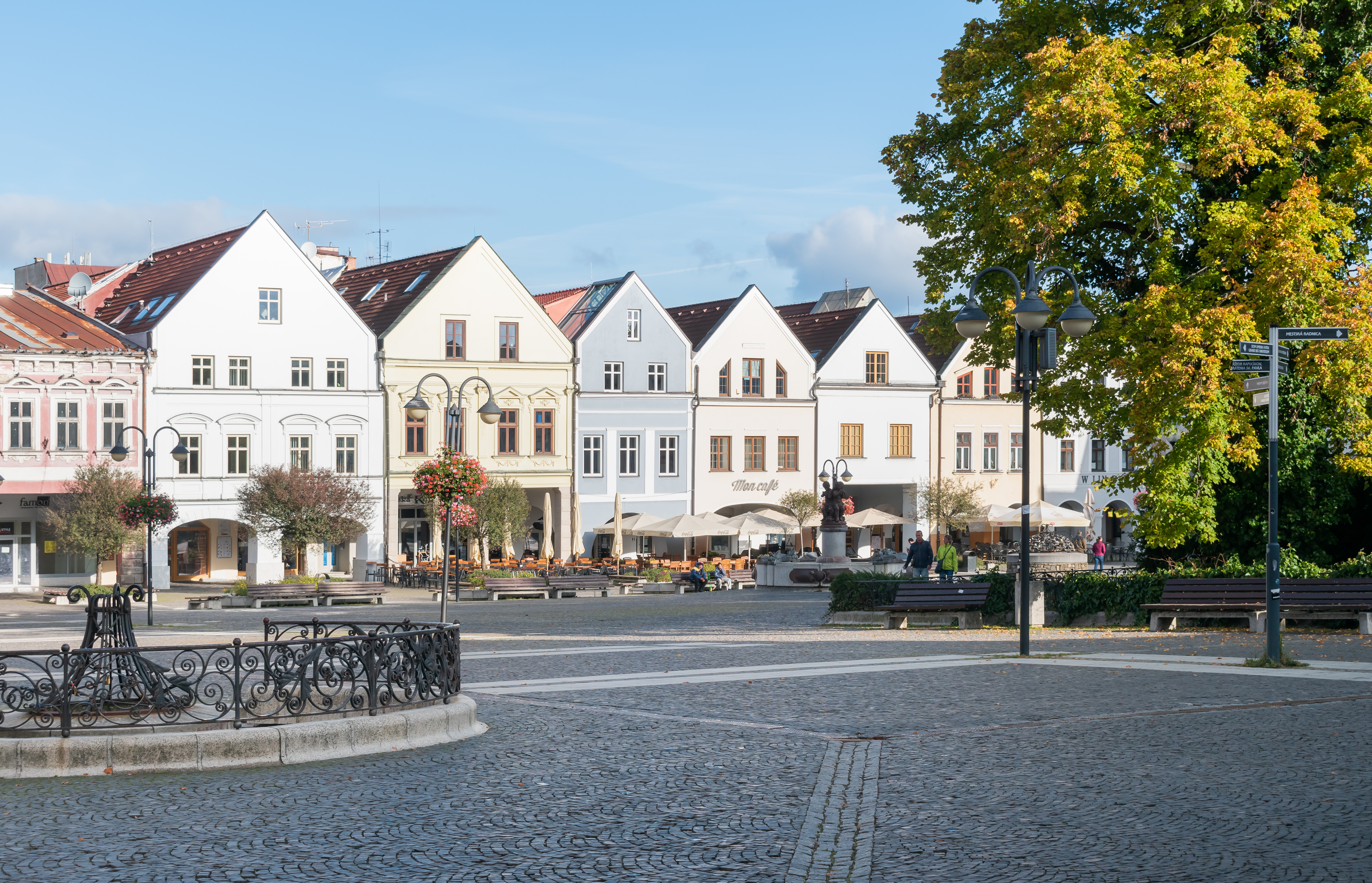
広場

ジリナはヴァーフ川盆地の主要ビジネス・産業の中継地である。最大の雇用主は韓国の自動車メーカー、起亜自動車である。2007年から年30万台の製造と3000人前後の雇用計画を発表した。起亜自動車のジリナでの出資は1億ドルにも達する。その他の大会社は製紙会社テントである。ジリナにはスロバキアの主要な会社の本社があり、特に建設部門が目立つ。

## 交通
ジリナは国外にも通じる自動車道と鉄道を抱える。どちらも首都ブラチスラヴァと南部のプリエヴィツァ、北部のツァドツァ、東部のマルチンとつながっている。高速道D1とD3の建設がジリナに向かって進められている。市中心部から10キロほどの所に、ジリナ国際空港がある。
公共交通機関は1949年から運行しており、バスとトロリーバスがある。

## スポーツ
サッカークラブMŠKジリナの本拠地である。

## ギャラリー
- マリアーンスケ・ナーメスチエ広場
- タウンホール
- マリアーンスケ・ナーメスチエ広場

## 著名な出身者

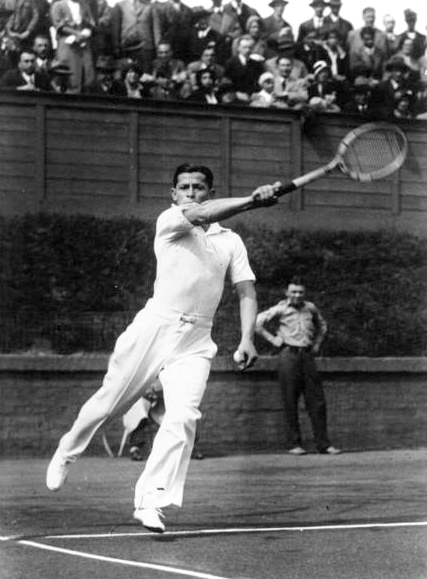
ラディスラフ・ヘフト

- マルティン・ドゥブラフカ - サッカー選手
- トマーシュ・フボチャン - サッカー選手
- マレク・ミンタール - サッカー選手
- ペーター・サガン - 自転車選手
- ユライ・サガン - 自転車選手
- ドゥシャン・クツィアク - サッカー選手
- ペテル・ペカリーク - サッカー選手

## 姉妹都市
ジリナは以下の都市と姉妹都市となっている:
| - ビェルスコ＝ビャワ、ポーランド - 長春、中国 - カニア、ギリシャ - コービー、イングランド | - コトヌー、ベナン - ドニプロペトロウシク、ウクライナ - エッセン、ベルギー - フェッラーラ、イタリア | - フロドナ、ベラルーシ - キキンダ、セルビア - コペル、スロベニア - ナンテール、フランス |